# البغوم بنت المعذل
البغوم بنت المعذل بن عمرو الكنانية صحابية أسلمت يوم فتح مكة  في السنة الثامنة ويقال أنها أسلمت في حجة الوداع، وهي زوجة الصحابي صفوان بن أمية الجمحي وأم أبنائه: عبد الله الأصغر بن صفوان، وصفوان بن صفوان، وعمرو بن صفوان قال ابن حجر العسقلاني نقلاً عن الواقدي: «البغوم فتح أوله، بنت المعذل وأسمه خالد بن عمرو بن سفيان بن الحارث بن زبان بن عبد ياليل الكنانية من بني الحارث بن عبد مناة بن كنانة بن خزيمة، امرأة صفوان بن أمية بن خلف الجمحي، وهي أم أولاده: عبد الله الأصغر، وصفوان، وعمرو، أسلمت يوم الفتح، ويقال أسلمت في حجة الوداع».